# Sommer-Universiade 2019/Tennis
Bei der Sommer-Universiade 2019 wurden vom 5. bis 13. Juli 2019 insgesamt sieben Wettbewerbe im Tennis ausgetragen. Diese umfassten jeweils ein Einzel für Frauen und Männer sowie Doppelkonkurrenzen für Frauen, Männer und ein Mixed-Doppel. Zudem wurden zwei Mannschaftswettbewerbe ausgetragen. Die Wettbewerbe fanden im Circolo Tennis and Lungomare statt.

## Herren

### Einzel
| Platz | Land               | Spieler           |
| ----- | ------------------ | ----------------- |
| 1     | Chinesisch Taipeh  | Tseng Chun-hsin   |
| 2     | Usbekistan         | Humoyun Sultonov  |
| 3     | Frankreich         | Lucas Poullain    |
| 3     | Russland           | Iwan Gachow       |
| 5     | Chinesisch Taipeh  | Wu Tung-lin       |
| 5     | Vereinigte Staaten | Keegan Smith      |
| 5     | Deutschland        | Christoph Negritu |
| 5     | Usbekistan         | Sanjar Fayziyev   |

### Doppel
| Platz | Land                | Spieler                          |
| ----- | ------------------- | -------------------------------- |
| 1     | Usbekistan          | Sanjar Fayziyev Humoyun Sultonov |
| 2     | Südkorea            | Hong Seong-chan Shin San-hui     |
| 3     | Japan               | Yuya Itō Shō Shimabukuro         |
| 3     | Volksrepublik China | Wu Hao Xu Shuai                  |
| 5     | Kasachstan          | Timur Chabibulin Grigori Lomakin |
| 5     | Frankreich          | Ronan Joncour Lucas Poullain     |
| 5     | Russland            | Iwan Gachow Timur Kijamow        |
| 5     | Chinesisch Taipeh   | Tseng Chun-hsin Wu Tung-lin      |

### Mannschaft
| Platz | Land              | Spieler                          |
| ----- | ----------------- | -------------------------------- |
| 1     | Usbekistan        | Sanjar Fayziyev Humoyun Sultonov |
| 2     | Russland          | Iwan Gachow Timur Kijamow        |
| 3     | Chinesisch Taipeh | Tseng Chun-hsin Wu Tung-lin      |

## Damen

### Einzel
| Platz | Land              | Spielerin             |
| ----- | ----------------- | --------------------- |
| 1     | Japan             | Naho Satō             |
| 2     | Großbritannien    | Emily Arbuthnott      |
| 3     | Hongkong          | Eudice Chong          |
| 3     | Thailand          | Chompoothip Jundakate |
| 5     | Belarus           | Hanna Kubarawa        |
| 5     | Japan             | Kanako Morisaki       |
| 5     | Russland          | Wiktorija Kan         |
| 5     | Chinesisch Taipeh | Lee Ya-hsuan          |

### Doppel
| Platz | Land                | Spielerin                                  |
| ----- | ------------------- | ------------------------------------------ |
| 1     | Volksrepublik China | Guo Hanyu Ye Qiuyu                         |
| 2     | Chinesisch Taipeh   | Lee Pei-chi Lee Ya-hsuan                   |
| 3     | Japan               | Kanako Morisaki Naho Satō                  |
| 3     | Hongkong            | Eudice Chong Ng Man-ying                   |
| 5     | Tschechien          | Diana Šumová Anastasia Zarycká             |
| 5     | Mexiko              | Fernanda Contreras Andrea Renée Villarreal |
| 5     | Großbritannien      | Emily Arbuthnott Holly Hutchinson          |
| 5     | Australien          | Aleksa Cveticanin Kaitlin Staines          |

### Mannschaft
| Platz | Land                | Spieler                     |
| ----- | ------------------- | --------------------------- |
| 1     | Japan               | Kanako Morisaki Naho Satō   |
| 1     | Volksrepublik China | Guo Hanyu Ye Qiuyu          |
| 3     | Russland            | Wiktorija Kan Jana Sisikowa |

## Mixed
| Platz | Land                | Spieler/in                                  |
| ----- | ------------------- | ------------------------------------------- |
| 1     | Russland            | Jana Sisikowa Iwan Gachow                   |
| 2     | Tschechien          | Anastasia Zarycká Dominik Kellovský         |
| 3     | Volksrepublik China | Ye Qiuyu Wu Hao                             |
| 3     | Frankreich          | Alice Robbe Ronan Joncour                   |
| 5     | Portugal            | Ana Filipa Santos Martim Prata              |
| 5     | Großbritannien      | Emily Arbuthnott Scott Duncan               |
| 5     | Chinesisch Taipeh   | Lee Ya-hsuan Wu Tung-lin                    |
| 5     | Thailand            | Tamachan Momkoonthod Palaphoom Kovapitukted |

## Medaillenspiegel
| Medaillenspiegel | Medaillenspiegel    | Medaillenspiegel | Medaillenspiegel | Medaillenspiegel | Medaillenspiegel |
| Platz            | Land                | G                | S                | B                | Gesamt           |
| ---------------- | ------------------- | ---------------- | ---------------- | ---------------- | ---------------- |
| 1                | Usbekistan          | 2                | 1                | 0                | 3                |
| 2                | Volksrepublik China | 2                | 0                | 2                | 4                |
| 2                | Japan               | 2                | 0                | 2                | 4                |
| 4                | Russland            | 1                | 1                | 2                | 4                |
| 5                | Chinesisch Taipeh   | 1                | 1                | 1                | 3                |
| 6                | Tschechien          | 0                | 1                | 0                | 1                |
| 6                | Großbritannien      | 0                | 1                | 0                | 1                |
| 6                | Südkorea            | 0                | 1                | 0                | 1                |
| 9                | Frankreich          | 0                | 0                | 2                | 2                |
| 9                | Hongkong            | 0                | 0                | 2                | 2                |
| 11               | Thailand            | 0                | 0                | 1                | 1                |
| Total            | Total               | 8                | 6                | 12               | 26               |